# Howell Township (New Jersey)
Pour les articles homonymes, voir Howell Township.
Howell Township est un township américain situé dans le comté de Monmouth au New Jersey.

## Géographie
Le township de Howell comprend les localités d'Adelphia, Ardena, Collingwood Park, Fairfield, Fort Plains, Freewood Acres, Jerseyville, Larrabee, Lippencotts Corner, Lower Squankum, Mathews, Maxim, Oak Glen, Shacks Corner, Southard, Squankum, West Farms, Winston Park, Wyckoff Mills et Yellow Brook.
Howell Township est traversé par le fleuve Manasquan. La municipalité s'étend sur 61,21 milles carrés (158,53 km2) dont 0,65 mille carré (1,68 km2) d'étendues d'eau.

## Histoire
Dès 9000 av. J.-C., des Paléoaméricains s'implantent dans la région, ce qui en fait l'un des plus anciens sites habités du nord-est américain. Avant l'arrivée des européens, des Lenapes vivent dans la vallée de le fleuve Manasquan. Les premiers colons s'implantent dans l'actuel township vers 1760, à Adelphia, et se consacrent principalement à l'agriculture.
Le township de Howell est créé le 23 février 1801 à partir du township de Shrewsbury (en). Il est nommé en l'honneur de Richard Howell (en), gouverneur du New Jersey de 1792 à 1801,. Au milieu du XIXe siècle, il cède une partie de son territoire aux township de Brick, Dover et Wall. En 1903, la ville de Farmingdale devient un borough indépendant du township. Howell Township perd à nouveau des terres dans les années 1920 au profit de Lakewood et Jackson Township.
Depuis la Seconde Guerre mondiale, le township accueille la partie sud de la Naval Weapons Station Earle (en), une station de stockage d'armes navales.

## Démographie
Longtemps rural, le township connaît une importante croissance à partir des années 1950 grâce au développement de l'automobile. Il attire notamment de nouveaux habitants issus des villes de New York et Newark et passe de 6 696 à près de 40 000 habitants entre 1950 et 1990. Lors du recensement de 2010, la population de Howell Township est de 51 075 habitants. Elle est estimée à 52 114 habitants au 1er juillet 2018, en hausse de 2 % par rapport à 2010.
Le revenu par habitant était en moyenne de 41 107 dollars par an entre 2013 et 2017, au-dessus de la moyenne du New Jersey (39 069 dollars) et de la moyenne nationale (31 177 dollars). Sur cette même période, 5 % des habitants de Howell Township vivaient sous le seuil de pauvreté (contre 9,5 % dans l'État et 11,8 % à l'échelle des États-Unis en 2018). Par ailleurs, 94,3 % de ses habitants de plus de 25 ans étaient diplômés d'une high school et 38,1 % possédaient au moins un bachelor degree (contre 89,2 % et 38,1 % au New Jersey, 87,3 % et 30,9 % aux États-Unis).
Howell Township accueille une importante communauté de Kalmouks. Pour cette raison, l'association culturelle kalmouk-américaine y est fondée en 1997.
| Groupe          | Howell Township (2017) | New Jersey (2018) | États-Unis (2018) |
| --------------- | ---------------------- | ----------------- | ----------------- |
| Blancs          | 87,0                   | 72,0              | 76,5              |
| Afro-Américains | 3,9                    | 15,0              | 13,4              |
| Amérindiens     | 0,1                    | 0,6               | 1,3               |
| Asiatiques      | 5,2                    | 10,0              | 5,9               |
| Océaniens       | 0,1                    | 0,1               | 0,2               |
| Métis           | 2,2                    | 2,3               | 2,7               |
|                 |                        |                   |                   |
| Hispaniques     | 9,6                    | 20,6              | 18,3              |